# Caryomys
Caryomys är ett släkte i familjen hamsterartade gnagare med två arter som förekommer i centrala Kina.
Arterna är:
- Caryomys eva
- Caryomys inez

Caryomys beskrevs ursprungligen som ett undersläkte till släktet åkersorkar (Microtus). Senare flyttades arterna till släktet Eothenomys. En genetisk studie från 1996 visade att Caryomys har en annan karyotyp än Eothenomys och skogssorkar (Myodes). Därför godkänns Caryomys i nyare taxonomiska avhandlingar och av IUCN som självständigt släkte.
Arterna har liksom Eothenomys molarer utan tandrot men i utseende liknar kindtänderna mera molarer av släktet skogssorkar. Även den allmänna kroppsbyggnaden motsvarar Eothenomys.
Dessa gnagare vistas i bergstrakter som är 500 till 4000 meter höga och Caryomys eva hittas i de övre delarna. Habitatet utgörs av fuktiga skogar som galleriskogar eller molnskogar. Caryomys eva äter frön, unga blad, gräs samt unga växtskott och Caryomys inez borde ha samma föda.